# 日本バスケットボールリーグ2部機構
日本バスケットボールリーグ2部機構は、日本バスケットボールリーグ（JBL）の下部組織。通称「JBL2」。2007年11月3日開幕。

## 概要
旧バスケットボール日本リーグ機構（旧JBL）の1部リーグである旧JBLスーパーリーグが新JBLに改組されたのに伴い、2部リーグである旧日本リーグも新JBL下部組織として引き継いだ。
旧日本リーグは解散する予定だったが、旧日本リーグから新JBLへの参加がなかったことなどから存続することになった。
JBLがチーム数拡大を目指しているため当面は入れ替えなどを行わず、JBL参加を希望するチームを審査し、JBL昇格を決めることになる。下部には地域リーグなどが置かれる。
2013年3月31日、ひたちなか市総合運動公園総合体育館にて最初で最後のオールスターゲームが開かれ、JBL2は幕を下ろした。

### 新リーグへ
2013年からはJBLともども新リーグへ再編される。新リーグはナショナル・バスケットボール・リーグ（NBL）に下部リーグを置く「ナショナル・バスケットボール・デベロップメント・リーグ（NBDL・2012年11月14日名称決定）」の2部制が採用され、JBL2からはデイトリックつくば（つくばロボッツに改称）と兵庫ストークスがNBL、その他は日立電線と石川ブルースパークスを除きNBDLに参入する。なお、石川は運営法人の変更に伴い新規参入扱いとして参入予定だったが、至らなかった。

## 対戦方式
2012-13シーズンは東西6チームのカンファレンス制とし、同一カンファレンスと4試合、別カンファレンスと（交流戦）2試合それぞれホーム・アンド・アウェー方式で戦い、各カンファレンス上位2チームがプレーオフに進出。優勝チームを決定する。
2009-10シーズンより2011-12までは3回戦総当りのレギュラーシーズンを戦い、上位4チームが1回戦ノックアウト方式のプレーオフに進出。
全日本総合バスケットボール選手権大会（オールジャパン）出場権については上位4チーム（2012-13は10試合消化時点での各カンファレンス上位2チーム。2011-12はbjリーグより千葉ジェッツが出場したため12月第1週終了時点での3チーム）に与えられる。
2008-09シーズンまでレギュラーシーズンは2回戦総当りであった。

## 競技ルール
- 全公式試合において、国際バスケットボール連盟（FIBA）競技規則を採用。
- 審判員はレギュラーシーズン・プレーオフいずれも3人制とする（2011-12シーズンより）。

## 参加チーム
- 太字のチームは旧日本リーグからの継続参戦。

### 2012-13シーズン
|    | チーム                                    | 本拠地   | 加盟年度 | 備考                                                   |
| -- | ----------------------------------------- | -------- | -------- | ------------------------------------------------------ |
| 東 | 日立電線ブルドッグス                      | 茨城県   | 2007     |                                                        |
| 東 | TGI D-RISE                                | 栃木県   | 2010     | リンク栃木ブレックスD-TEAM。                           |
| 東 | 東京海上日動ビッグブルー                  | 東京都   | 2007     | 2011-12シーズンまでビッグブルー東京                    |
| 東 | 黒田電気ブリット・スピリッツ              | 東京都   | 2007     |                                                        |
| 東 | デイトリックつくば                        | 茨城県   | 2012     |                                                        |
| 東 | 大塚商会アルファーズ                      | 東京都   | 2012     | 2007年まで旧日本リーグに参戦していたため事実上の復帰。 |
| 西 | 石川ブルースパークス                      | 石川県   | 2007     |                                                        |
| 西 | 豊田通商ファイティングイーグルス          | 愛知県   | 2007     |                                                        |
| 西 | 豊田合成スコーピオンズ                    | 愛知県   | 2007     |                                                        |
| 西 | アイシン・エィ・ダブリュ アレイオンズ安城 | 愛知県   | 2007     |                                                        |
| 西 | レノヴァ鹿児島                            | 鹿児島県 | 2008     |                                                        |
| 西 | 兵庫ストークス                            | 兵庫県   | 2011     |                                                        |

### 過去の参加チーム
- 栃木ブレックス（栃木県） - 2008-09シーズンより「リンク栃木ブレックス」としてJBL参加
- 千葉ピアスアローバジャーズ（千葉県） - 2007-2008シーズン終了後 退会、2008-09シーズンは千葉県実業団連盟、2009年より同県クラブ連盟に所属。2010年には「千葉エクスドリームス」に改称し、2011年からはbjリーグ新規参入球団千葉ジェッツのサテライトチーム。現在は「千葉ジェッツふなばしネクスト」。

## 新規参入
申請していた団体として、「熊本にプロバスケットボールチームをみんなで創ろう会」があり、JBL2参入を目指していたが、NBLに「熊本ヴォルターズ」として参入することになった。

## 歴代優勝チーム
| シーズン | 優勝                             | 準優勝                                    |
| -------- | -------------------------------- | ----------------------------------------- |
| 2007-08  | 栃木ブレックス                   | 千葉ピアスアローバジャーズ                |
| 2008-09  | 豊田通商ファイティングイーグルス | アイシン・エィ・ダブリュ アレイオンズ安城 |
| 2009-10  | 豊田通商ファイティングイーグルス | 石川ブルースパークス                      |
| 2010-11  | （該当なし）                     | （該当なし）                              |
| 2011-12  | 豊田通商ファイティングイーグルス | アイシン・エィ・ダブリュ アレイオンズ安城 |
| 2012-13  | 兵庫ストークス                   | レノヴァ鹿児島                            |

## 問題点
JBL2は文字通りJBLの2部と位置付けられているが、前述の通りJBL・JBL2間での入れ替えは行われておらず、加えてJBLではチーム増加を目指し新規参入を募集しているものの、参入資格においてJBL2所属の有無は無関係であるため、JBLの下部としてはほとんど形骸化されている現状にある。さらに、プロチームとして新規参入を目指すチームはほとんどがbjリーグ参入を目指す傾向にある。
しかしながら、JBLへの参加を目指していたチームの中にはJBL2を経由しての参加方針に転換したところもある。